# Primula whitei
Primula whitei är en viveväxtart som beskrevs av William Wright Smith. Primula whitei ingår i släktet vivor, och familjen viveväxter. Inga underarter finns listade i Catalogue of Life.